# Kastanienblättrige Eiche

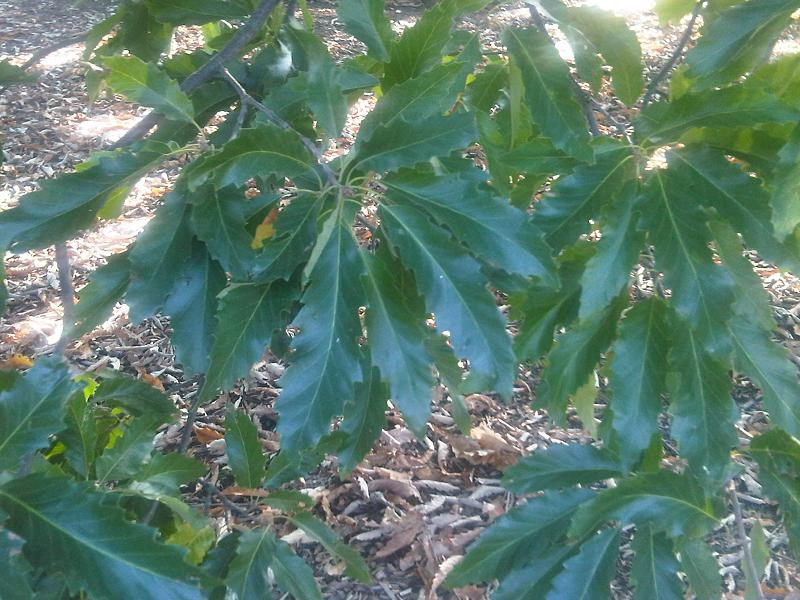
Blätter

Die Kastanienblättrige Eiche (Quercus castaneifolia) ist ein großer Baum aus der Gattung der Eichen in der Familie der Buchenartigen. Das Verbreitungsgebiet liegt im Kaukasus und im Iran.

## Beschreibung
Die laubabwerfende Kastanienblättrige Eiche erreicht Wuchshöhen von 35, selten bis über 40 (50) Meter Höhe. Der Stammdurchmesser erreicht bis über 2,5 Meter. An großen Exemplaren können Brettwurzeln vorkommen. Die Baumkrone ist zunächst breit kegelförmig später hoch und gewölbt. Die gräuliche Rinde bleibt lange relativ glatt und ist im Alter eine Borke furchig bis schuppig. Junge Triebe sind filzig behaart und verkahlen später. Die Knospen zeigen verbleibende Nebenblattschuppen. 
Die kurz gestielten, spitzen bis zugespitzten, ledrigen Laubblätter sind 8 bis 12 Zentimeter lang, schmal-eiförmig bis eilanzettlich oder verkehrt-eiförmig, mit keilförmiger bis abgerundeter, manchmal leicht herzförmiger Basis und 7 bis 14 Paaren, grober spitzer Zähne. Es werden zehn bis zwölf Nervenpaare gebildet. Die kahle Blattoberseite ist dunkelgrün, die Unterseite heller und mehr oder weniger mit Sternhaaren besetzt, verkahlend. Der Stiel ist wollig behaart und 1 bis 2,5 Zentimeter lang. Die Früchte sind 2 bis 3 Zentimeter lang, eiförmig und fast sitzend und zu einem Viertel bis einem Drittel von einem Fruchtbecher mit pfriemlichen, abstehenden oder zurückgeschlagenen Schuppen umgeben. Die Früchte stehen einzeln oder zu zweit, selten in Gruppen bis zu fünf. Sie reifen im zweiten Jahr.

## Verbreitung und Ökologie
Das Verbreitungsgebiet liegt im Iran und in Aserbaidschan. Sie wächst in artenreichen Wäldern auf mäßig trockenen, frischen bis feuchten, schwach sauren oder neutralen sandigen Böden an sonnigen Standorten. Die Art ist wärmeliebend und meist frosthart.

## Systematik und Forschungsgeschichte
Die Kastanienblättrige Eiche (Quercus castaneifolia) ist eine Art aus der Gattung der Eichen (Quercus) in der Familie der Buchengewächse (Fagaceae). Die Erstbeschreibung erfolgte 1831 durch Carl Anton von Meyer.

## Verwendung
Das Holz der Art wird häufig genutzt.

## Trivia
Im Hyrkanischen Wald im nördlichen Iran wurde am 29. April 2021 ein großes Exemplar gefunden. Er soll eine Höhe von 60,4 m besitzen, dies wäre, wenn es stimmt, die größte Eiche der Welt.